# بلاغوي ماكيندزييف
بلاغوي ماكيندزييف (بالبلغارية: Благой Макенджиев)‏ (11 يوليو 1988 ببيتريتش في بلغاريا - ) هو لاعب كرة قدم بلغاري في مركز حراسة المرمى. شارك مع منتخب بلغاريا لكرة القدم. أما مع النوادي، فقد لعب مع سسكا صوفيا ونادي بيروي ستارا زاغورا وPFC Pirin Blagoevgrad ‏.

## روابط خارجية
- بلاغوي ماكيندزييف على موقع الاتحاد الأوربي (الإنجليزية)
- بلاغوي ماكيندزييف على موقع قاعدة بيانات كرة القدم.إي يو (الإنجليزية)
- بلاغوي ماكيندزييف على موقع ناشيونال فوتبول تيمز (الإنجليزية)
- بلاغوي ماكيندزييف على موقع Soccerway.com (الإنجليزية)